# 32890 Schwob
32890 Schwob este o planetă minoră (asteroid) din Mars-crossing asteroid⁠(d). A fost descoperită pe 8 ianuarie 1994 la Observatorul Palomar de Carolyn S. Shoemaker. 
Obiectul prezintă o orbită caracterizată de o semiaxă mare de 1,8824311 UAi, o excentricitate de 0,17, o înclinație de 28,56527 ° în raport cu ecliptica.